# (37530) Dancingangel
1977 RP7 (asteroide 37530) é um asteroide da cintura principal. Possui uma excentricidade de 0.28093280 e uma inclinação de 11.56476º.
Este asteroide foi descoberto no dia 11 de setembro de 1977 por Nikolai Stepanovich Chernykh em Naučnyj.